# Lijst van voetbalinterlands Mauritius - Zimbabwe
Deze lijst van voetbalinterlands is een overzicht van alle officiële voetbalwedstrijden tussen de nationale teams van Mauritius en Zimbabwe. De landen hebben tot op heden veertien keer tegen elkaar gespeeld. De eerste wedstrijd, een vriendschappelijke ontmoeting, vond plaats op 25 november 1967 op een onbekende plaats in toenmalig Rhodesië. Het laatste duel, een groepswedstrijd tijdens de COSAFA Cup 2025, werd gespeeld in Bloemfontein (Zuid-Afrika) op 4 juni 2025.

## Wedstrijden
| №  | Plaats          | Datum            | Competitie                                        | Wedstrijd            | Uitslag |
| -- | --------------- | ---------------- | ------------------------------------------------- | -------------------- | ------- |
| 1  | ?               | 25 november 1967 | Vriendschappelijk                                 | Rhodesië − Mauritius | 1 − 2   |
| 2  | ?               | 26 november 1967 | Vriendschappelijk                                 | Rhodesië − Mauritius | 2 − 3   |
| 3  | Saint-Denis     | 29 augustus 1982 | Vriendschappelijk                                 | Mauritius − Zimbabwe | 2 − 0   |
| 4  | Curepipe        | 9 april 1989     | Afrika Cup 1990 kwalificatie                      | Mauritius − Zimbabwe | 1 − 4   |
| 5  | Harare          | 23 april 1989    | Afrika Cup 1990 kwalificatie                      | Zimbabwe − Mauritius | 1 − 0   |
| 6  | Curepipe        | 30 augustus 1992 | Afrika Cup 1994 kwalificatie                      | Mauritius − Zimbabwe | 0 − 1   |
| 7  | Harare          | 11 juli 1993     | Afrika Cup 1994 kwalificatie                      | Zimbabwe − Mauritius | 2 − 0   |
| 8  | Harare          | 17 oktober 2009  | COSAFA Cup 2009                                   | Zimbabwe − Mauritius | 3 − 0   |
| 9  | Curepipe        | 28 juli 2013     | African Championship of Nations 2014 kwalificatie | Mauritius − Zimbabwe | 0 − 3   |
| 10 | Harare          | 4 augustus 2013  | African Championship of Nations 2014 kwalificatie | Zimbabwe − Mauritius | 1 − 1   |
| 11 | Saulspoort      | 17 mei 2015      | COSAFA Cup 2015                                   | Zimbabwe − Mauritius | 2 − 0   |
| 12 | Centre de Flacq | 29 juli 2019     | African Championship of Nations 2020 kwalificatie | Mauritius − Zimbabwe | 0 − 4   |
| 13 | Bulawayo        | 4 augustus 2019  | African Championship of Nations 2020 kwalificatie | Zimbabwe − Mauritius | 3 − 1   |
| 14 | Bloemfontein    | 4 juni 2025      | COSAFA Cup 2025                                   | Mauritius − Zimbabwe | 0 − 0   |

## Samenvatting
| Competitie                                   | Totaal gespeeld | Winst Mauritius | Gelijk | Winst Zimbabwe | Doelsaldo Mauritius – Zimbabwe |
| -------------------------------------------- | --------------- | --------------- | ------ | -------------- | ------------------------------ |
| Afrika Cup-kwalificatie                      | 4               | 0               | 0      | 4              | 1 − 8                          |
| African Championship of Nations-kwalificatie | 4               | 0               | 1      | 3              | 2 − 11                         |
| COSAFA Cup                                   | 3               | 0               | 1      | 2              | 0 − 5                          |
| Vriendschappelijk                            | 3               | 3               | 0      | 0              | 7 − 3                          |
| Totaal                                       | 14              | 3               | 2      | 9              | 10 − 27                        |

MFA · Mauritiaans vrouwenelftal
1947 – 1959 · 
1960 – 1969 · 
1970 – 1979 · 
1980 – 1989 · 
1990 – 1999 · 
2000 – 2009 · 
2010 – 2019 ·
2020 – 2029
Angola ·
Botswana ·
Burundi ·
Comoren ·
Congo-Brazzaville ·
Congo-Kinshasa ·
Djibouti ·
Egypte ·
Equatoriaal-Guinea ·
Ethiopië ·
Fiji ·
Gabon ·
Ghana ·
Guinee ·
Hongkong ·
India ·
Indonesië ·
Ivoorkust ·
Kaapverdië ·
Kameroen ·
Kenia ·
Lesotho ·
Liberia ·
Libië ·
Macau ·
Madagaskar ·
Malawi ·
Malediven ·
Mauritanië ·
Mongolië ·
Mozambique ·
Namibië ·
Nepal ·
Nieuw-Caledonië ·
Oeganda ·
Pakistan ·
Qatar ·
Rwanda ·
Saint Kitts en Nevis ·
Sao Tomé en Principe ·
Senegal ·
Seychellen ·
Singapore ·
Soedan ·
Swaziland ·
Syrië ·
Tanzania ·
Togo ·
Tsjaad ·
Tunesië ·
Zambia ·
Zimbabwe ·
Zuid-Afrika
ZFA ·
Bondscoaches ·
Selecties · 
Topscorers · 
Zimbabwaans vrouwenelftal
1980 – 1989 · 
1990 – 1999 · 
2000 – 2009 · 
2010 – 2019 ·
2020 − 2029
1980 · 
1981 · 
1982 · 
1983 · 
1984 · 
1985 · 
1986 · 
1987 · 
1988 · 
1989 · 
1990 · 
1991 · 
1992 · 
1993 · 
1994 · 
1995 · 
1996 · 
1997 · 
1998 · 
1999 · 
2000 · 
2001 · 
2002 · 
2003 · 
2004 · 
2005 · 
2006 · 
2007 · 
2008 · 
2009 · 
2010 · 
2011 · 
2012 · 
2013 · 
2014 ·
2015 ·
2016 ·
2017 ·
2018 · 
2019 ·
2020 ·
2021 ·
2022 ·
2023
Algerije ·
Angola ·
Australië ·
Bahrein ·
Benin ·
Bosnië en Herzegovina · 
Botswana ·
Brazilië · 
Burkina Faso ·
Burundi ·
Centraal-Afrikaanse Republiek ·
China ·
Comoren ·
Congo-Brazzaville ·
Congo-Kinshasa ·
Djibouti ·
Egypte ·
Eritrea ·
Ethiopië ·
Gabon ·
Ghana ·
Guinee ·
Indonesië ·
Ivoorkust ·
Jordanië ·
Kaapverdië ·
Kameroen ·
Kenia ·
Koeweit ·
Lesotho ·
Liberia ·
Libië ·
Madagaskar ·
Malawi ·
Mali ·
Marokko ·
Mauritanië ·
Mauritius ·
Mozambique ·
Namibië ·
Nigeria ·
Oeganda ·
Oman ·
Rwanda ·
Qatar ·
Saoedi-Arabië ·
Senegal ·
Seychellen ·
Soedan ·
Somalië ·
Swaziland ·
Tanzania ·
Togo ·
Tunesië ·
Vietnam ·
Zaïre ·
Zambia ·
Zuid-Afrika · 
Zwitserland